# Shifo (köping i Kina, Sichuan, lat 30,29, long 105,11)
Shifo (kinesiska: 石佛镇, 石佛) är en köping i Kina. Den ligger i provinsen Sichuan, i den sydvästra delen av landet, omkring 110 kilometer öster om provinshuvudstaden Chengdu. Antalet invånare är 25 122. Befolkningen består av 12 358 kvinnor och 12 764 män. Barn under 15 år utgör 15,0 %, vuxna 15-64 år 65 %, och äldre över 65 år 18,0 %.
Genomsnittlig årsnederbörd är 1 384 millimeter. Den regnigaste månaden är juli, med i genomsnitt 305 mm nederbörd, och den torraste är december, med 9 mm nederbörd.